# Systolederus nigritibia
Systolederus nigritibia är en insektsart som beskrevs av Zheng, Z. 2005. Systolederus nigritibia ingår i släktet Systolederus och familjen torngräshoppor. Inga underarter finns listade i Catalogue of Life.